# Locomotive Records
Locomotive Records ist ein in Villaviciosa de Odón, einer Gemeinde in der Region Madrid, ansässiges spanisches Musiklabel. Es ist insbesondere auf Heavy Metal und Hard Rock spezialisiert und wurde 1996 von Goyo Esteban gegründet. Ursprünglich wurde es unter dem Namen Locomotive Music betrieben und 2004 umbenannt. Im Jahr 2002 wurde eine Niederlassung in Köln gegründet, 2008 folgte eine in New York. Für den Betrieb des (mittlerweile eingestellten) Standorts in Deutschland war Chris Boltendahl verantwortlich.
Die Veröffentlichungspolitik umfasst neben Bands, die direkt unter Vertrag genommen wurden wie z. B. Grave Digger oder Prong, auch Wiederveröffentlichungen wie z. B. im Jahr 2005 das ursprünglich 2001 veröffentlichte Album Mandrake von Edguy.

## Veröffentlichungen (Auswahl)

### Studioalben
- Adagio – Dominate (2006)
- Anubis Gate – A Perfect Forever (2005)
- Astral Doors – Jerusalem (2011)
- At Vance – VII (2007)
- Markus Grosskopf's Bassinvaders – Hellbassbeaters (2008)
- Blood Stain Child – Idolator (2007)
- Crematory – Klagebilder (2007)
- Daysend – Severance (2003)
- Edguy – Mandrake (2005)
- Elegy – Principles of Pain (2002)
- Eminence – Eminence (2008)
- Fatal Smile – World Domination (2008)
- Grave Digger – Liberty or Death (2007)
- Hamlet – Hamlet (2002)
- Imagika – Feast for the Hated (2008)
- Kill the Romance – Take Another Life (2007)
- Lanfear – X to the Power of Ten (2008)
- Mägo de Oz – Finisterra  (2000)
- Motorjesus – Deathrider (2006)
- Peter and the Test Tube Babies – A Foot Full of Bullets (2005)
- Prong – Scorpio Rising (2003)
- Randy Piper’s Animal – Virus (2008)
- Stormlord – Mare Nostrum (2008)
- Tierra Santa – Mejor Morir En Pie (2006)
- Wuthering Heights – Far from the Madding Crowd (2003)

### Sonstige
- Annihilator – Double Live Annihilation (Livealbum, 2005)
- A.O.K. – 20 Liter Sacksuppe (DVD, 2005)
- Before the Dawn – The First Chapter (DVD, 2005)
- Doro – Classic Diamonds (Kompilation, 2005)
- Grave Digger – Yesterday '06 (Single, 2006)
- Medication – Medication (EP, 2002)
- Sex Museum – Fly by Night (Livealbum, 2004)
- Soziedad Alkoholika – Corrosiva! (DVD, 2006)
- Stryper – 7 Weeks: Live In America, 2003 (Livealbum, 2008)
- Volumen Brutal (Kompilation, u. a. mit Blood, 2003)